# Bishopton Old Castle
Bishopton Old Castle är lämningar efter en befästning från tidig medeltid i Wales. Den ligger i kommunen Swansea, väster om Swansea.